# 엘리자베스 라이언
엘리자베스 몬태규 라이언(영어: Elizabeth Montague Ryan, 1892년 2월 5일~1979년 7월 6일)은 미국의 테니스 선수이다. 미국에서 태어나 영국에서 자랐으며, 선수로 활동하는 동안 그랜드 슬램 타이틀 26개를 획득했다. 1914년부터 1934년까지 윔블던 선수권 대회에서 여자 복식 12승, 혼합 복식 7승을 기록하여 총 19승을 기록했다.